# Piranxahr
Piranxahr (en persa پیرانشهر, del kurd پیرانشار, Pîranşar, literalment 'la ciutat dels Piran'; en àzeri Piranshehir) és una ciutat kurda de la província de l'Azerbaidjan Occidental, al nord-oest de l'Iran, prop de la frontera amb l'Iraq. El 2006 tenia 557.692 habitants.
Piranxahr és una de les ciutats més antigues del Iran i els seus fonaments es remunten a l'era pre-islàmica de l'Iran i el sorgiment del regne de Media.
És la capital del xahrestan o districte homònim, de 807.677 habitants.